# Amanda Brown (Badminton)
Amanda Brown (* 21. Dezember 1991 in Hamilton) ist eine neuseeländische Badmintonspielerin. 

## Karriere
Amanda Brown begann im Alter von neun Jahren mit dem Badmintonsport. 2009 startete sie bei den Badminton-Juniorenweltmeisterschaften. 2010 gewann sie den Dameneinzeltitel bei den nationalen Titelkämpfen und den Wisden Cup. Im gleichen Jahr wurde sie Dritte bei den Canterbury International 2010. Im Folgejahr belegte sie Rang zwei bei den Altona International 2011. Bei den Auckland International 2012 wurde sie Zweite, bei den Tahiti International 2012 Dritte und bei den Tahiti International 2013 wiederum Zweite. 2013 nahm sie an den Badminton-Weltmeisterschaften teil.